# Костилівка
Костилі́вка — село в Україні, у Рахівській міській громаді Рахівського району Закарпатської області.

## Географія
У селі струмок Великий впадає у Тису.

## Назва
Назва села в різних історичних джералах за роками: 1770/72 — Berlebas (Motzel), 1780-1 — Barlabás, Birlabás (MTH. 102), 1789 — Berlebas, Berlebás (uo.), 1796-9 — Barlabás, Berlatás, Barlabas (uo.), 1804 — Berlábás, Berlebas (Korabinszky), 1808 — Berlebás, Barlabas, Birlabas (Lipszky: Rep. 53), 1828 — Berlebas (Nagy 200), 1838 — Berlebás (Schem. 55), 1851 — Berlebás (Fényes 1: 124), 1898 —Berlebás (Hnt.), 1907 — Barnabás (Hnt.), 1913 — Barnabás (Hnt.), 1944 — Barnabás, Берлебашъ (Hnt.), 1983 — Костилівка, Костылевка (ZO).
Етимологія оригінальної назви — Берлебаш (Berlebas) — неясна, але, найімовірніше, угорського походження. Сучасна угорська версія назви — Барнабаш (Barnabás) — перетворена так, щоб мати чіткішу угорську словесну основу. Можливе читання назви, як барна (barna) — коричневий, (ás) — копати. Сучасна слов'янська назва, скоріше всього, пов'язана з чеським словом berle — милиця (тобто костиль). Дивлячись на те, що нова назва з'явилася тільки наприкінці XX-го століття, вона, ймовірно, була придумана радянською владою — з того й можливе використання саме більш російського (хоч воно й існує в українській) слова «костиль». Цим можна пояснити і чеське натхнення: людина, що перейменовувала село, найімовірніше, була чехом, або знала чеську мову, і помітила схожість. Можливо, що оригінальна назва села саме чеського походження.

## Історія
За легендою, це поселення було оточене валом і частоколом. Його мешканці стерегли так званий Солоний шлях (шлях, яким возили сіль із села Солотвино), і коли з'явився загін татар, що прямував з-за Карпат в Угорщину, чи навпаки, поселенці вступили в нерівний бій і всі загинули. Коли тут знову з'явилися люди, то побачили купи людських кісток, що і дало другу назву селу — Костилівка.
Дослідники вважають датою заснування села — 1605 рік, що найбільш наближений до збережених історичних джерел.
Село Костилівка, а до 1945 р. — Берлибаш, притулилося до підніжжя гори Берлибашка, вздовж Тиси, за 9 км від Рахова. Берлибаш відомий з XVII ст. Перша літописна згадка про село збереглася від 1605 року.
У XVIII-ХХ ст. у Костилівці проводились активні лісорозробки. З кінця XVIII ст. і до 1866 р. на горі Берлибашка добували залізну руду для металообробного заводу в Кобилецькій Поляні.
Село Костилівку з обох сторін ніби охороняють дві скелі, на яких встановлено хрести. З ними пов'язано чимало легенд.
На хресті, який височить на скелі у західному кінці села, викарбувано рік — 1863. Саме в цей час італійці та австро-угорці прокладали залізницю через село. Люди працювали і жили в дуже важких умовах, а це спричинило виникнення епідемії чуми. Щоб зупинити поширення епідемії, в одній зі стін тунелю викопали невеликий отвір і всіх хворих людей замурували там. У пам'ять про це тут і встановлено хрест.

## Присілки
Колишні селища були об'єднані з Костилівкою 15 квітня 1967 року рішенням облвиконкому Закарпатської області.
- Міжгір — перша згадка у ХІХ столітті;

- Сурупи — перша згадка у ХІХ столітті.

## Населення
Згідно з переписом УРСР 1989 року чисельність наявного населення села становила 1630 осіб, з яких 750 чоловіків та 880 жінок.
За переписом населення України 2001 року в селі мешкало 1858 осіб.

### Мова
Розподіл населення за рідною мовою за даними перепису 2001 року:
| Мова       | Відсоток |
| ---------- | -------- |
| українська | 99,21 %  |
| російська  | 0,37 %   |
| угорська   | 0,11 %   |
| білоруська | 0,05 %   |
| румунська  | 0,05 %   |
| словацька  | 0,05 %   |

## Географічні пам'ятки
- У селі розташована геологічна пам'ятка природи — «Скеля Закоханих». «Скеля кохання» розташована на південно-західній околиці села у підніжжі гори Скуруш (в урочищі «Підклифа») і є частиною скельного комплексу – «Довбушеві скелі». За легендою, на початку ХХ ст. в цьому селі розгорнулася любовна драма. Дівчина Марічка з багатої родини покохала хлопця Івана з бідної сім’ї, пастуха, який працював у її батька. Одруженню противилися Марійчині батьки. Вони неодноразово підстерігали закоханих і погрожували хлопцю, як не як, а традиції соціальної нерівності, особливо, у сільській місцевості пильно оберігалися. Та не так сталося, як гадалося. Однієї місячної ночі дівчина разом з хлопцем піднялися на вершину скелі, міцно обнялись і стрибнули. Так їх знайшли вранці місцеві жителі. Відтоді гору називають скелею Кохання. Люди поставили великий хрест, який би нагадував про нездоланність любові двох вірних сердець.
- геологічна пам’ятка «Скеля стрімчак» — розташована в с. Костилівка (вул. Підгірна) і височіє на фоні урочища Аршиця та більш відома, як «Скеля пам’яті». На хресті, який височить на скелі у західному кінці села, викарбувано рік — 1863 (1840). За однією з версій, наприкінці XIX століття італійці та австро-угорці прокладали залізницю через село. Люди працювали і жили в дуже важких умовах, а це спричинило виникнення епідемії чуми від якої загинуло багато людей. У пам'ять про них тут і встановлено хрест. Скеля отримала символічну назву «Скеля пам’яті».
- В межах селах розташований водоспад Та́рничин на однойменному струмку. А на південний захід від села, у межах Карпатського біосферного заповідника, є маловідомий водоспад Лихий.
- У селі розташовані Джерело № 1 і Джерело № 2 — гідрологічні пам'ятки природи місцевого значення.

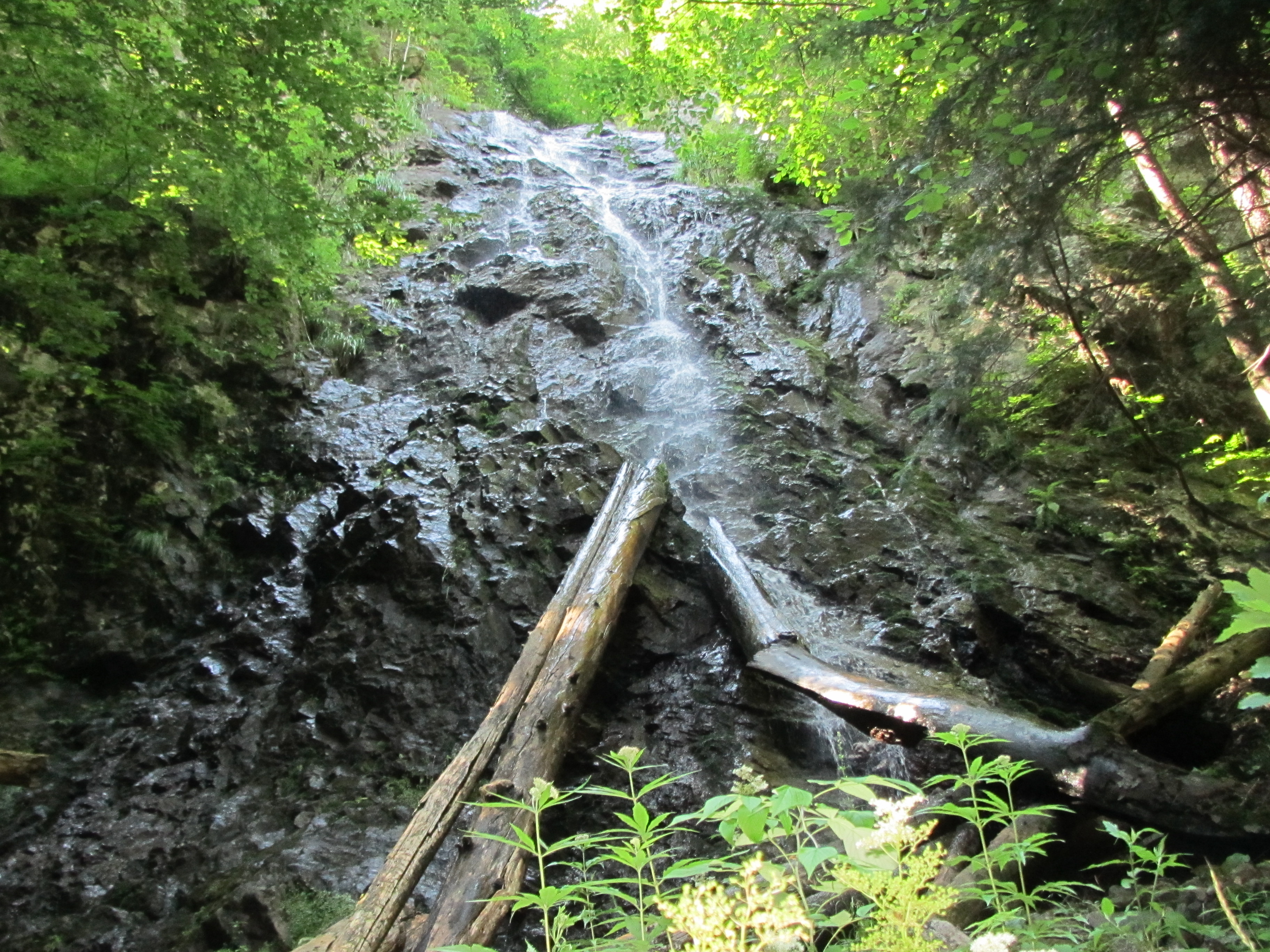
Водоспад Лихий
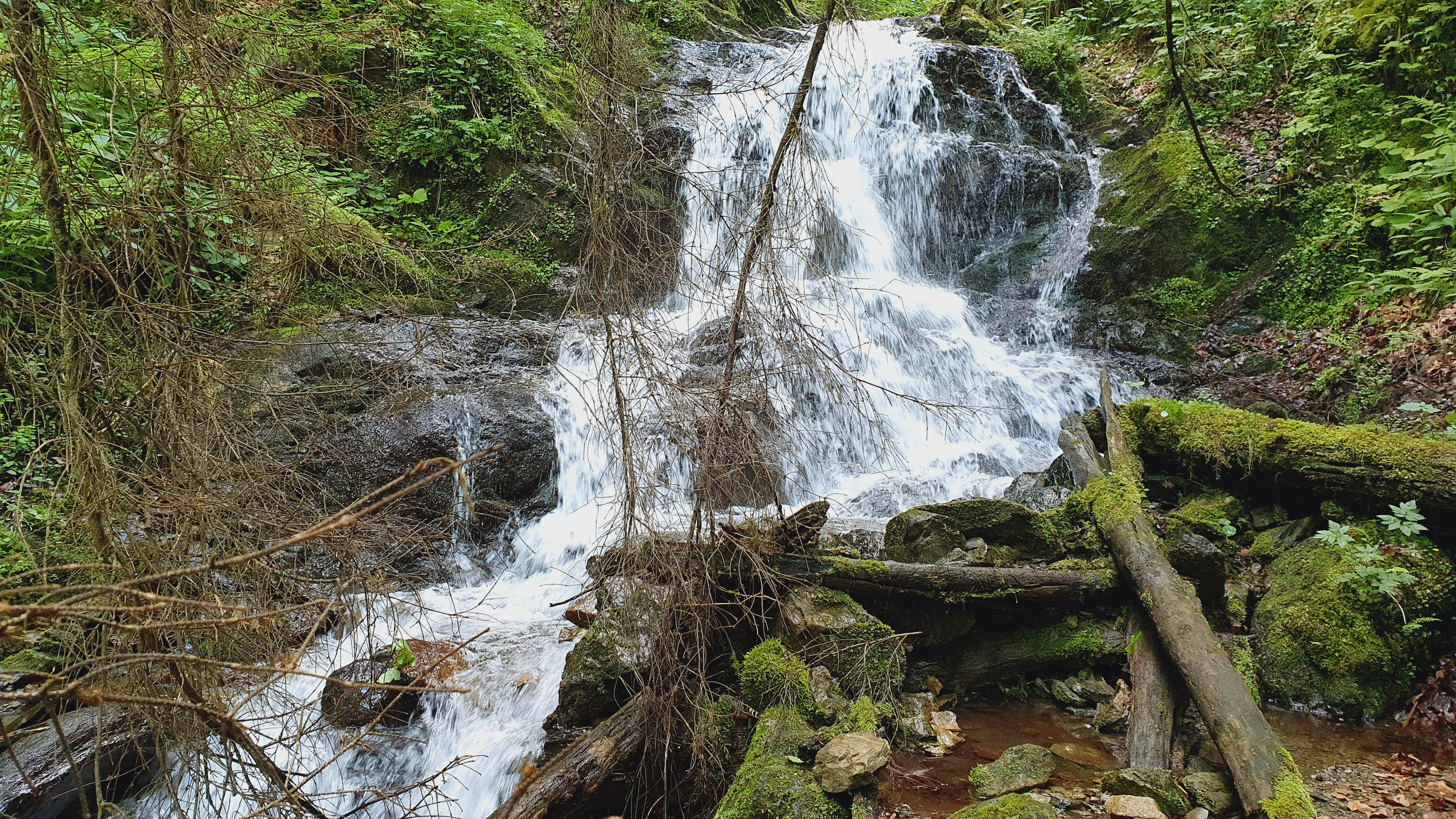
Водоспад Та́рничин

## Релігійні споруди

### Церква Вознесіння Господнього (1776 року)
Дерев’яна церква за стилем була близькою до середньогуцульських церков. Двосхилий дах на головному фасаді утворював маленький фронтон, а нижче нього – широкий винос. Вхід було акцентовано дашком на рівні опасання. Невелику вежу увінчувало традиційне для околиці конічне шатро. У шематизмі Мукачівської єпархії 1915 р. йдеться про оновлення церкви в 1886 р. Навпроти західного фасаду спорудили каркасну дерев’яну дзвіницю, вкриту шатровим верхом.
У 1991 р. довкола старої церкви вимурувано нову цегляну церкву, а дерев’яну розібрано і частинами винесено.

### Церква св. Івана Предтечі (1991 року)
Дерев’яну церкву св. Івана Предтечі спорудила православна громада в 1926 р., але після перебрання православними колишньої греко-католицької дерев’яної церкви 1 жовтня 1960 р. споруду зняли з реєстрації діючих церков і розібрали.
Від 1988 р. в селі служить о. Василь Липей. За його ініціативою у 1990 р. розпочали спорудження нової цегляної церкви.
У 1991 р. довкола стародавньої церкви, що до кінця 1940-х років була греко-католицькою, виросли мури нової, а стару розібрали.
У 1995 р. будівництво завершили й Іван Андрішко розмалював інтер’єр церкви. Окремі доробки і позолочення іконостаса тривали до 1997 р.
Під час зведення церкви особливо відзначилися голова церковної громади Михайло Ґаврюк та Петро Тодер.

## Традиції
У селі традиційно розвинуте вівчарство. У липні на полонині Берлибашка, що за 12 км від Костилівки, проходить Свято Полонини, що вшановує традиції і працю вівчарів.

## Відомі люди
- Єфрем Ярінко — єпископ Бердянський та Приморський УПЦ.
- Гаврюк Іван Дмитрович — поет.
- Павло Марінець — художник